# 弗朗西斯·查爾斯·弗雷澤
弗朗西斯·查爾斯·弗雷澤 CBE FRS（1903年6月16日—1978年10月21日）是一名蘇格蘭動物學家，也是世界上研究鯨豚類動物的權威之一。1933年至1969年，他在英國自然史博物館工作。

## 生平
弗雷澤出生在羅斯郡丁沃爾，是馬具匠兼鐵匠大師詹姆斯·弗雷澤（James Fraser）和芭芭拉·安妮·麥克唐納（Barbara Anne Macdonald）的兒子。他曾在丁沃爾學院和格拉斯哥大學接受教育。
弗雷澤曾在格拉斯哥大學地質學系擔任短暫的示範員，之後於1925年至1933年間擔任英國政府發現委員會的動物學家，調查福克蘭群島附近的鯨魚群。
1933年，弗雷澤開始在英國自然史博物館的動物學部門擔任助理看守員，不久便專門從事鯨魚研究。1938年，他負責在博物館的鯨魚廳安裝了藍鯨模型。除了在第二次世界大戰期間為海軍部工作過一段時間外，他在博物館的整個職業生涯中都在研究鯨魚，1969年退休後繼續他的研究工作，研究英國海岸擱淺的鯨魚，並對海洋哺乳類動物的聽覺進行了顯著的研究。1957年至1964年間，他擔任動物學館長，1962年獲頒大英帝國司令勳章榮銜，1966年獲選為皇家學會院士。1942年，他被授予極地獎章。
弗氏海豚和弗雷澤角以他的名字命名。